# Judy Collins
Judith Marjorie Collins (Seattle, 1939. május 1. –) amerikai énekesnő és dalszövegíró, akinek a karrierje majdnem hét évtizedet ölel át. Zenéje főleg a folk stílusba tartozik, de a country, rock and roll és egyéb műfajok is szerepelnek zenéjében. Ismertnek számít hangjának tisztaságáról és jótékonykodásáról is. Diszkográfiája harminchat nagylemezt, kilenc koncertalbumot, több válogatáslemezt, négy karácsonyi lemezt és huszonegy kislemezt tartalmaz.
Első nagylemeze A Maid of Constant Sorrow címmel jelent meg 1961-ben.

## Magánélete
Kétszer nősült. 1958-ban házasodott össze Peter Taylorral, akitől megszületett egyetlen gyermeke, Clark C. Taylor. A házasság 1965-ben ért véget. 1996 áprilisában házasodott össze Louis Nelson tervezővel. New Yorkban élnek. Nelson 2024-ben elhunyt.

## Diszkográfia
- A Maid of Constant Sorrow (1961)
- Golden Apples of the Sun (1962)
- Judy Collins 3 (1963) (U.S. Pop #126)
- Judy Collins' Fifth Album (1965) (U.S. Pop #69)
- In My Life (1966) (U.S. Pop #46)
- Wildflowers (1967) (U.S. Pop #5)
- Who Knows Where the Time Goes (1968) (U.S. Pop #26)
- Whales & Nightingales (1970) (U.S. Pop #17)
- True Stories and Other Dreams (1973) (U.S. Pop #27)
- Judith (1975) (U.S. Pop #17)
- Bread and Roses (1976) (U.S. Pop #25)
- Hard Times for Lovers (1979) (U.S. Pop #54)
- Running for My Life (1980) (U.S. Pop #142)
- Times of Our Lives (1982) (U.S. Pop #190)
- Home Again (1984)
- Amazing Grace (1985)
- Trust Your Heart (1987)
- The Stars of Christmas (Selected Especially for Avon) (1988)
- Sanity and Grace (1989)
- Fires of Eden (1990)
- Baby's Bedtime (1990)
- Baby's Morningtime (1990)
- Judy Sings Dylan... Just Like a Woman (1993)
- Come Rejoice! A Judy Collins Christmas (1994)
- Shameless (1994)
- Voices (1995)
- Classic Broadway (1999)
- All on a Wintry Night (2000)
- Classic Folk (2000)
- Judy Collins Sings Leonard Cohen: Democracy (2004)
- Portrait of an American Girl (2005)
- Judy Collins Sings Lennon and McCartney (2007)
- Paradise (2010)
- Bohemian (2011)
- Strangers Again (2015) (U.S. #77)
- A love letter to Stephen Sondheim (2017)
- Everybody Knows (2017), Stephen Stillsszel
- Spellbound (2022)

### Koncertalbumok
- The Judy Collins Concert (1964)
- Living (1971)
- Live at Newport (1959–1966) (1996)
- Christmas at the Biltmore Estate (1997)
- Judy Collins Live at Wolf Trap (2000)
- Live at the Metropolitan Museum of Art (2012)
- Live in Ireland (2014)

### Összeállítások
- Recollections (1969)
- Colors of the Day (1972)
- Amazing Grace (1972) (#34 in UK album charts)
- So Early in the Spring... The First 15 Years (1977) (15. évforduló gyűjteménye) (U.S. Pop #42)
- Wind Beneath My Wings (1992)
- Forever: An Anthology (1997)
- Both Sides Now (1998)
- The Very Best of Judy Collins (2001)
- Judy Collins Sings Leonard Cohen: Democracy (2004)
- The Essential Judy Collins (2004)
- 24 Classic Songs (2008) (MP3 Download)

## Könyvei
- Trust Your Heart (1987)
- Amazing Grace (1991)
- Shameless (1995)
- Singing Lessons (1998)
- Sanity and Grace: A Journey of Suicide, Survival and Strength (2003)
- The Seven T's: Finding Hope and Healing in the Wake of Tragedy (2007)
- Sweet Judy Blue Eyes: My Life in Music (2011)
- Cravings: How I Conquered Food (2017)